# Душко Јовановић
Душко Јовановић (Титоград, 10. фебруар 1964 — Подгорица, 27. мај 2004) био је црногорски правник, новинар, финансијски полицајац и политичар, директор републичке Управе јавних прихода, посланик Скупштине Црне Горе као кандидат Социјалистичке народне партије и главни и одговорни уредник листа Дан. Убијен је у атентату.

## Биографија
Рођен је 10. фебруара 1964. године у Подгорици. Основну школу је завршио у селу Дрезга у Пиперима, а затим гимназију у Титоград. Дипломирао је на Правном факултету. Радио је као финансијски полицајац у Министарству финансија Црне Горе и дошао до места начелника Финансијске полиције у Никшићу и Подгорици. Од 1996. до 1997. године био је директор републичке Управе јавних прихода.
Као кандидат Социјалистичке народне партије је на парламентарним изборима 1998. године изабран за посланика Скупштине Црне Горе. Брзо се повукао из политике и наставио да ради као главни и одговорни уредник листа Дан. Због скупштинских иступа, али и новинских писања о аферама, замерио се владајућој Демократској партији социјалиста, док је његов лист постао најтиражнији у Црној Гори.

## Атентат
Убијен је 27. маја 2004. године по изласку из седишта редакције листа. На њега је пуцано из аутоматског оружја. Сахрањен је 30. маја 2004. године на градском гробљу Чепурци у Подгорици уз присуство више хиљада грађана.
Апелациони суд у Подгорици је априла 2017. године потврдио пресуду за саучесништво Дамиру Мандићу и осудио га на 19 година затвора. Међутим, до данас није утврђено ко је пуцао на Јовановића и наредио његово убиство.
Независно удружење новинара Србије (НУНС), као и други представници новинара, сматрају да је једини разлог Јовановићевог убиства његов новинарски и истраживачки рад на аферама у које су били умешани функционери Демократске партије социјалиста.
Премијер Црне Горе Дритан Абазовић обећао је 2021. године да ће ово убиство бити расветљено.

## Приватни живот
У браку са супругом Славицом имао је сина Војина, који је рођен 26 дана након његовог убиства.
Говорио је енглески и италијански језик.